# Astragalus agnicidus
Astragalus agnicidus é uma espécie rara de milkvetch conhecida pelo nome comum de Humboldt County milkvetch. É endêmica no norte da Califórnia, onde é conhecida apenas em duas populações no Condado de Humboldt e uma no Condado de Mendocino.
A planta não foi descrita até a década de 1950. Até então, era conhecido apenas de um rancho de 32 000 m2 no Condado de Humboldt, onde criadores de ovelhas culparam a espécie não identificada pela morte de seus animais, que podem tê-la comido. Eles erradicaram a planta de suas terras e, quando foi formalmente descrita e nomeada em 1957, pensava-se que estava extinta. O nome da espécie dado à planta, agnicidus, significa "assassino de cordeiro".
A planta foi redescoberta em 1987. Alguns indivíduos foram encontrados crescendo em uma clareira recentemente demolida, suas sementes há muito enterradas tendo sido aradas em condições favoráveis para a germinação. As plantas foram colocadas sob a proteção dos proprietários de terras, a mesma família que foi responsável por sua quase extinção e mudou de ideia sobre seu valor. Duas outras populações da planta foram descobertas desde então em áreas das montanhas costeiras que foram exploradas recentemente; esta é uma espécie sucessional precoce que surge em áreas perturbadas. No entanto, muita perturbação de uma área pode ser prejudicial, pois pode fazer com que todo o canteiro de sementes enterradas brote de uma só vez, tornando a população vulnerável à destruição, pois não possui estoques de sementes de backup.
Este milkvetch é uma erva perene que vive 5 a 10 anos. O caule grosso e avermelhado é levemente piloso nas pontas, crescendo de 30 a 90 centímetros de comprimento. As folhas amplamente espaçadas estão dispostas de forma oposta ao longo do caule. Cada um tem até 16 centímetros de comprimento e é composto por vários pares de folíolos ovais de até cerca de 2 centímetros de comprimento. A inflorescência é um aglomerado denso de 10 a 40 flores brancas semelhantes a ervilhas. A planta é autopolinizadora e as flores também são polinizadas por abelhas nativas. A fruta é uma cápsula de legume dobrada de 1 a 1,5 centímetros de comprimento que seca até uma textura de papel.